# Staphylococcus epidermidis
Staphylococcus epidermidis, rond 1880 S. albus genoemd, is een commensale huidbacterie, die bij iedereen voorkomt. Hij zorgt grotendeels voor een natuurlijke barrière en helpt de huid te beschermen. Epidermis is Latijn voor opperhuid.
Alleen bij mensen met verminderde afweer, zoals drugsverslaafden, immunodeficiënten, ouderen en pasgeborenen zijn er gevaarlijke gevallen van infectie met deze bacterie aangetroffen. 
Staphylocuccus epidermidis is een grampositieve bacterie. Deze stafylokok is bolvormig. Hier is ook de naam van afgeleid (σταφυλη (staphyle) is Grieks voor 'druif'). Hij groeit in groepjes die op een druiventros lijken.
Bacteriekolonies op een nutriëntagarplaat van Staphylocuccus epidermidis zijn kleiner dan die van Staphylococcus aureus en witter van kleur dan meeste areus-stammen waarvan de kolonies geel-/goudkleurig zijn.
Zoals veel stafylokokken is Staphylococcus epidermidis zeer gevoelig voor de meeste antibiotica, tenminste zolang er geen resistentie is ontstaan. De resistente variant van de bacterie kan gevaarlijk zijn als deze in de buurt komt van kunststof implantaten.